# Ride for your L1fe
|  | Denne artikel er oprettet af botten Steenthbot ud fra en ekstern database. Den kan derfor have sproglige fejl eller mangler. Denne skabelon kan fjernes efter kontrol af indholdet. |

Ride for your L1fe er en dansk dokumentarfilm fra 2022 instrueret af Peter Alsted.

## Handling
I 2012 blev verdens eneste professionelle cykelhold kun bestående af type 1-diabetikere dannet for at vise, hvad der er muligt med type 1-diabetes. De konkurrerer mod de bedste cykelryttere i verden, men er samtidig afhængige af daglige injektioner af insulin for at kontrollere deres blodsukker. Uden kontrol kan der opstå akutte komplikationer og være livstruende. Ride for your L1fe følger bag kulisserne holdet gennem hele 2021-sæsonen, mens diabetes-pionererne slås for resultater, kører for en podieplads og kæmper for en følelse af normalitet. Når man som rytter lever med type-1 diabetes konkurrerer man på dobbeltplan – på vejen og med sin sygdom. Men er høje ambitioner og pionerarbejde nok til at overleve i professionel cykling? Eller vil løbet i løbet sejre? Med fuld adgang til cykelryttere, mekanikere, ledelse, ernæringseksperter og læger, har et filmhold fulgt holdet gennem deres kampe, knuste drømme og blødende styrt i en film om at håndtere fordomme og usikkerheden ved at leve med en kronisk sygdom.